# حدقة أرغيل روبرتسون
حدقة أرغيل روبرتسون («حدقة أي آر»)(بالإنجليزية: Argyll Robertson pupil) هي حدقة صغيرة ثنائية تقيد عندما يركز المريض على شيء قريب (تتكيف), لكنها لا تقيد عندما تعرض للضوء (فهي لا تتفاعل مع الضوء). كانت تعرف بحدقة العاهرة بسبب ارتباطها بمرض الزهري الثالثي وتعلقها المريح بالذكورة، كالعاهرة، فهي «تتكيف لكنها لا يتفاعل» ولأن الحدقة صغيرة وغير منتظمة. وهي إشارة محددة للغاية للزهري العصبي. وبشكل عام، الحدقة التي تتكيف ولا تتفاعل يطلق عليها لمشاهدة فصل ضوء قريب. ويوجد هنا مقطع فيديو لحدقة أرغيل روبرتسون وفصل الضوء القريب.
ومن النادر جداً وجود حدقة أرغيل روبرتسون في العالم المتقدم. هناك اهتمام متواصل لعلم الفيزيولوجيا المرضية، لكن ندرة الحوادث تجعل البحوث صعبة.

## التاريخ
في أوائل القرن 20, وصف جون وليام إيدي نوع ثان من الدقة يمكنها «التكيف بدون تفاعل». إن حدقة إيدي النشطة مرتبطة باعتلال عصبي طرفي حميد (متلازمة إيدي), وليس بمرض الزهري.
عندما أصبح البنسلين موجود بكثرة في الأربعينات، انخفض انتشار حدقة أي آر (التي تطورت فقط بعد عقود من الإصابة غير العلاجية) بشكل كبير. وحدقة أي آر نادرة الآن. فالمريض المصاب بها غالباً ما لديه حدقة نشطة، وليست بحدقة أي آر.
وفي الخمسينات، ميز لوينفيلد بين نوعين من الحدقات عن طريق ملاحظة دقيقة للطريقة المماثلة التي تقلص الرؤية القريبة. والاستجابة القريبة لحدقة أي آر تكون سريعة وفورية. أما الاستجابة القريبة للحدقة النشطة تكون بطيئة وبعد فترة طويلة.

## علم الفزيولوجيا المرضية
إن النوعين المختلفين من الاستجابة القريبة تسببها عمليات مرض مختلفة. فحدقة إيدي ناتجة من تدمر الممرات الطرفية للحدقة. والآلية الفزيولوجية المرضية التي تنتج حدقة أرغيل روبرتسون غير واضحة. وقد فشلت الدراسات في توضيح تحديد مكان الضرر. وقد تضمنت الأبحاث منتصف الدماغ المنقاري قرب قناة سليفان في البطين الثالث بأنها منطقة الضرر. وقد يتضمن الضرر في هذه المنطقة ألياف حدقية على الجانب الخلفي من إي دبليو إن (مرتبطة بتجاوبها للضوء). ولم تعرف حتى الآن العلاقة ما بين الزهري وهاتين الحدقتين (حدقة أي آر والحدقة النشطة). فلم يذكر الأدب الأقدم تفاصيل الانقباض الحدقي (سريع أو نشط) الضروري لتمييز حدقة أي آر عن الحدقة النشطة. يمكن للحدقة النشطة أن تحدث في الزهري العصبي. وإنه ليس من المعروف أن الزهري العصبي نفسه يمكن أن يسبب الحدقة النشطة أو أن الحدقة النشطة في الزهري تعكس ببساطة الاعتلال العصبي الطرفي متواجد.
يلخص كلا من طومسون وكاردون (2006) النظرة الحالية:
تدعم الادلة سبب حدقة أي آر، منها تعريف لوينفيلد بأنها حدقات صغيرة تتفاعل ببطء مع الضوء وتبدو أنها تحتفظ بتجاوب قريب حدقي طبيعي التي لا تكون حدقة نشطة.
ولتسوية مسألة ما إذا كانت حدقة أي ار ذات منشأ طرفي أو مركزي، سيكون من الضروري أداء قزحية تضوء لعدد من المرضى لديهم فصل ضوء قريب قزحي.

## متلازمة بارينو
السبب الثالث للفصل الضوء القريب هو متلازمة بارينو. وتتضمن هذه المتلازمة غير الشائعة شلل عمودي مرتبط بالحدقة التي تتكيف ولا تتفاعل. وتشمل أسباب حدوث متلازمة بارينو أورام المخ والتصلب المتعدد واحتشاء الدماغ.
وبسبب عدم وجود تفاصيل في الادب الأقدم وندرة حدقة أي ار في الوقت الحالي، ليس من المعروف ان الزهري يمكن ان يسبب متلازمة بارينو. وأيضا ليس من المعروف ان حدقة أي ار تختلف عن الحدقات في الأماكن الأخرى أو لا.